# 누레틴 자니클리

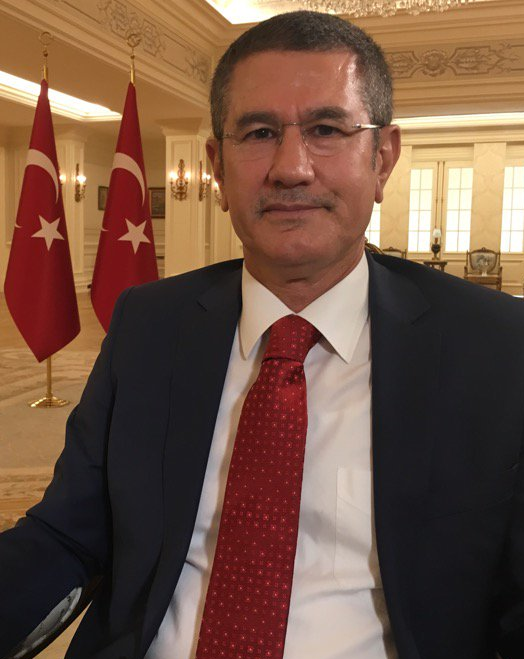
누레틴 자니클리

누레틴 자니클리(튀르키예어: Nurettin Canikli, 1960년 5월 15일 ~ )는 튀르키예의 정치인으로, 전 국방부 장관 및 기레순 지역구의 국회의원이다. 그는 또한 부총리 및 관세무역부 장관을 역임한 바 있다.

## 어린 시절
기레순의 율법학교를 졸업했으며, 앙카라 대학교에서 경제학 박사 학위를 취득했다. 또한 영국의 셰필드 대학교에서 재무학 석사 학위를 취득하기도 했다. 1997년부터 2002년까지 일간 신문 《예니 샤파크》의 칼럼니스트로도 활동했고, 2014년 8월 29일부터 2015년 8월 28일까지 튀르키예 재무부 장관을 맡았다. 2016년 5월 24일부터 2017년 7월 19일까지 튀르키예의 부총리를 역임했다.

## 정치 활동
자니클리는 정의개발당 창립위원 중 하나이며, 2002년 11월 3일 기레순주 국회의원으로 출마해 당선되었다. 제22대, 23대, 24대 국회의원을 지냈으며, 2007년과 2011년 총선에서도 지역구를 사수하는 데 성공했다. 2014년 8월 29일 아흐메트 다부톨루 내각의 관세무역부 장관으로 임명되었다.

## 사생활
자니클리는 부인과의 슬하에 네 명의 자녀를 두고 있으며, 영어를 구사할 줄 안다.